# Tillandsia heubergeri
Tillandsia heubergeri là một loài thuộc chi Tillandsia. Đây là loài đặc hữu của Brasil.